# 迪特·戈尔茨舍

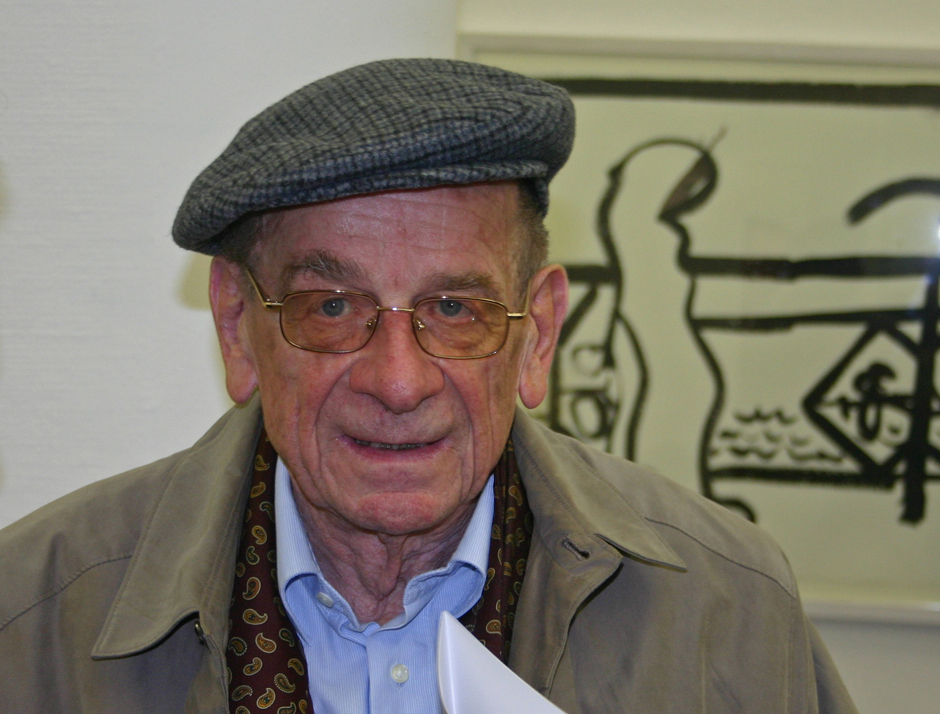
迪特·戈尔茨舍

迪特·戈尔茨舍（Dieter Goltzsche，1934年—）生于德累斯顿，是一位德国画家、平面设计师。1990年當選柏林艺术学院院士。他曾在2010年被萨克森艺术学院授予汉斯-提奥-里希特奖。